# Nosohltan

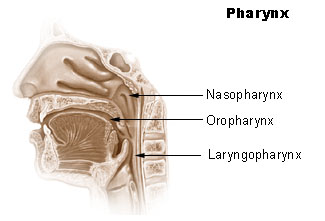
Schéma hltanu

Nosohltan (lat. pars nasalis pharyngis nebo nasopharynx) je horní část hltanu, ve kterém se kříží trávicí a dýchací soustava. Jde o dutinu válcovitého tvaru. Z nosohltanu vede do středního ucha Eustachova trubice, přes kterou je vyrovnáván tlak ve středním uchu. Na zadní stěně nosohltanu jsou nosní mandle. Někteří lidé, kteří mají zvětšené nosní mandle, trpí na záněty nosohltanu.